# Белонин, Михаил Даниилович
Михаил Даниилович Белонин (1937—2006) — геолог, член-корреспондент РАН, лауреат премии имени И. М. Губкина (1986).

## Биография
Родился 29 августа 1937 года в Ленинграде.
В 1959 году с отличием окончил Ленинградский горный институт и был направлен на работу в Северо-Западное Геологическое управление.
В 1960 году переведён во ВНИГРИ, где прошёл путь от геолога до директора (с 1986 года).
В 1969 году окончил заочное отделение математико-механического факультета Ленинградского государственного университета.
В 2003 году избран членом-корреспондентом РАН.
Скончался 12 сентября 2006 года. Похоронен в Санкт-Петербурге на Смоленском кладбище.

## Научная и общественная деятельность
Пионер внедрения математических методов и ЭВМ в нефтяную геологию.
На начальном этапе научной деятельности работал над проблемами оценки ресурсов углеводородов больших глубин и разработке математических методов и человеко-машинных технологий решения широкого класса геологических задач.
В дальнейшем работал над совершенствование теоретических основ, методологии и системы методов количественного прогноза нефтегазоносности.
Продолжительный этап научной деятельности его был посвящен развитию систем геолого-экономического прогноза нефтегазоносности и долгосрочного планирования работ на нефть и газ, учитывающих складывающуюся в стране систему рыночных отношений.
Под его руководством и непосредственном участии выполнялись исследования, направленные на решение проблемы разработки месторождений тяжелых металлосодержащих нефтей и природных битумов.
Автор более 300 работ, в том числе 30 монографий.
Являлся председателем и членом Оргкомитетов ряда Международных конференций и симпозиумов, почетным доктором Западно-Тихоокеанского Университета (США), действительным членом ряда общественных и зарубежных академий.
Разработал и прочитал курсы лекций в Санкт-Петербургском горном институте: «Системный анализ в геологии» и «Математическое моделирование геологических процессов».

## Награды
- Орден «Знак Почёта» (27.12.1979)[2]
- Премия имени И. М. Губкина (совместно В. Д. Наливкиным, Г. П. Сверчковым, за 1986 год) — за серию работ по теме «Теоретические основы, методология, система методов количественного прогноза нефтегазоносности и результаты их практического применения»
- Премия Правительства Российской Федерации (в составе коллектива авторов, за 1996 год) — за создание «Атлас карт нефтегазоносности России»
- Звание «Заслуженный геолог Российской Федерации»
- знак «Почётный разведчик недр РФ»
- Знак «Почётный нефтяник»